# Liste de peintures de Jules Bastien-Lepage
Cette page est une liste de peintures de Jules Bastien-Lepage (1848-1884), peintre naturaliste français.
| Image | Thème          | Titre                                                       | Date      | Technique         | Dimensions       | Lieu de Conservation                        | Référence                                       |
| ----- | -------------- | ----------------------------------------------------------- | --------- | ----------------- | ---------------- | ------------------------------------------- | ----------------------------------------------- |
|       | Portrait       | Portrait de Mademoiselle Xoupp                              | 1869      | Huile sur toile   | 81 × 65 cm       | musée de Grenoble                           | Muséeconsulté le 18 Janvier 2025                |
|       | Portrait       | Portrait de Joseph-Gustave Lemarchand                       | 1870      | Huile sur toile   | 70 × 47 cm       | Montmédy, musée Bastien-Lepage              | Webmuseoconsulté le 18 Janvier 2025             |
|       | Scène de genre | Au printemps                                                | 1873      | Huile sur toile   | 80 × 103 cm      | Collection privée, Vente 2020               | Invaluableconsulté le 25 Janvier 2025           |
|       | Portrait       | Portrait du grand-père de l'artiste                         | 1874      | Huile sur toile   | 103 × 77 cm      | Musée des Beaux-Arts de Nice                | Musée d'Orsayconsulté le 18 Janvier 2025        |
|       | Portrait       | Portrait de Simon Hayem                                     | 1875      | Huile sur toile   | 105 × 80 cm      | Musée des Augustins d'Hazebrouck            | Musée d'Orsayconsulté le 18 Janvier 2025        |
|       | Portrait       | La Communiante                                              | 1875      | Huile sur toile   | 53 × 38 cm       | Musée des Beaux-Arts de Tournai             | Balatconsulté le 18 Janvier 2025                |
|       | Portrait       | Portrait de l'historien et homme politique Alexandre Wallon | 1875      | Huile sur toile   | 104 × 81 cm      | Musée de l'Histoire de France (Versailles)  | Musée d'Orsayconsulté le 25 Janvier 2025        |
|       | Religieux      | L'Annonciation aux bergers                                  | 1875      | Huile sur toile   | 148 × 115 cm     | National Gallery of Victoria                | Muséeconsulté le 25 Janvier 2025                |
|       | Biblique       | Job                                                         | 1876      | Huile sur toile   | 119 × 163 cm     | Musée des Beaux-Arts de Nancy               | Muséeconsulté le 18 Janvier 2025                |
|       | Mythologie     | Priam aux pieds d'Achille                                   | 1876      | Huile sur toile   | 147 × 114 cm     | Palais des Beaux-Arts de Lille              | Muséeconsulté le 25 Janvier 2025                |
|       | Scène de genre | La Fenaison (Esquisse)                                      | 1876      | Huile sur toile   | 33 × 41 cm       | collection Mesdag, La Haye                  | Muséeconsulté le 25 Janvier 2025                |
|       | Scène de genre | Les Foins                                                   | 1877      | Huile sur toile   | 180 × 195 cm     | musée d'Orsay, Paris                        | Muséeconsulté le 25 Janvier 2025                |
|       | Scène de genre | Pochade du peintre en pâtissier                             | 1877      | Huile sur toile   | 33 × 41 cm       | Montmédy, musée Bastien-Lepage              | Webmuseoconsulté le 18 Janvier 2025             |
|       | Portrait       | Portrait de la mère de l'artiste                            | 1877 vers | Huile sur toile   | 103 × 77 cm      | Musée des Beaux-Arts de Nice                | Musée d'Orsayconsulté le 18 Janvier 2025        |
|       | Mythologie     | Diogène                                                     | 1877      | Huile sur toile   | 92 × 117 cm      | musée Marmottan Monet, Paris                | Muséeconsulté le 25 Janvier 2025                |
|       | Scène de genre | Paysans au repos                                            | 1877      | Huile sur toile   | 29 × 37 cm       | Kunsthalle de Hambourg                      | Muséeconsulté le 25 Janvier 2025                |
|       | Scène de genre | Octobre, récolte des pommes de terre                        | 1878      | Huile sur toile   | 181 × 196 cm     | Musée national du Victoria, Melbourne       | Muséeconsulté le 18 Janvier 2025                |
|       | Portrait       | Portrait de Madame Alexis Godillot                          | 1878      | Huile sur toile   | 118 × 96 cm      | Montmédy, musée Bastien-Lepage              | Webmuseoconsulté le 18 Janvier 2025             |
|       | Portrait       | Adolphe Franck                                              | 1878      | Huile sur toile   | 54 × 48 cm       | Montmédy, musée Bastien-Lepage              | Musée d'Orsayconsulté le 18 Janvier 2025        |
|       | Portrait       | Portrait d'André Theuriet                                   | 1878      | Huile sur toile   | 35 × 30 cm       | Musée des Beaux-Arts de Tours               | Base Jocondeconsulté le 2 Février 2025          |
|       | Histoire       | Jeanne d'Arc                                                | 1879      | Huile sur toile   | 254 × 279 cm     | New York, Metropolitan Museum of Art        | Muséeconsulté le 18 Janvier 2025                |
|       | Portrait       | Fille avec un parasol                                       | 1879      | Huile sur toile   | 39 × 28 cm       | Fitzwilliam Museum, Cambridge               | Muséeconsulté le 25 Janvier 2025                |
|       | Portrait       | Portrait du collectionneur Piet-Lataudrie                   | 1879      | Huile sur bois    | 21 × 16 cm       | Niort, musée Bernard-d'Agesci               | Musée d'Orsayconsulté le 18 Janvier 2025        |
|       | Portrait       | Portrait de Sarah Bernhardt                                 | 1879      | Huile sur toile   | 43 × 35 cm       | Collection privée, Vente 2022               | Catalogue Christie'sconsulté le 2 Février 2025  |
|       | Portrait       | Portrait du prince de Galles, futur Edouard VII             | 1879 vers | Huile sur bois    | 25 × 28 cm       | Musée des Beaux-Arts de Nice                | Musée d'Orsayconsulté le 18 Janvier 2025        |
|       | Portrait       | Émile Bastien-Lepage                                        | 1879 vers | huile sur bois    | 33 × 25 cm       | musée des Beaux-Arts de Nancy               | Musée d'Orsayconsulté le 2 Février 2025         |
|       | Scène de genre | Le Semeur                                                   | 1879-1880 | Huile sur toile   | 89 × 68 cm       | Montmédy, musée Bastien-Lepage              | Webmuseoconsulté le 18 Janvier 2025             |
|       | Scène de genre | Le Mendiant                                                 | 1880      | Huile sur toile   | 193,5 × 180,5 cm | Copenhague, Ny Carlsberg Glyptotek          | Muséeconsulté le 18 Janvier 2025                |
|       | Scène de genre | Les Vendanges                                               | 1880      | Huile sur toile   | 81 × 105 cm      | Musée Van-Gogh, Amsterdam                   | Muséeconsulté le 25 Janvier 2025                |
|       | Portrait       | Sir Henry Irving                                            | 1880      | Huile sur toile   | 46 × 47 cm       | National Portrait Gallery, Londres          | Muséeconsulté le 25 Janvier 2025                |
|       | Paysage        | La Nuit sur la lagune                                       | 1880      | Huile sur bois    | 53 × 66 cm       | Dijon, musée Magnin                         | Muséeconsulté le 18 Janvier 2025                |
|       | Portrait       | Autoportrait                                                | 1880      | Huile sur bois    | 31 × 25 cm       | Montmédy, musée Bastien-Lepage              | Webmuseoconsulté le 18 Janvier 2025             |
|       | Scène de genre | Le Grand-père dans la maison de Damvillers                  | 1880      | Huile sur bois    | 27 × 23 cm       | Montmédy, musée Bastien-Lepage              | Webmuseoconsulté le 18 Janvier 2025             |
|       | Portrait       | Portrait d'Eugène Richtenberger                             | 1880      | Huile sur bois    | 55 × 46 cm       | Montmédy, musée Bastien-Lepage              | Webmuseoconsulté le 18 Janvier 2025             |
|       | Portrait       | Jeune garçon sur la plage                                   | 1880      | Huile sur toile   | 80 × 65 cm       | La Piscine, Roubaix                         | Muséeconsulté le 25 Janvier 2025                |
|       | Scène de genre | Le Mendiant                                                 | 1880 vers | Huile sur toile   | 40 × 32 cm       | Montmédy, musée Bastien-Lepage              | Webmuseoconsulté le 18 Janvier 2025             |
|       | Portrait       | Portrait de l'artiste                                       | 1880 vers | Huile sur toile   | 55 × 46 cm       | musée d'Orsay                               | Muséeconsulté le 25 Janvier 2025                |
|       | Paysage        | La Baie d'Anne Port, île de Jersey                          | 1880-1884 | Huile sur toile   | 46 × 38 cm       | Montmédy, musée Bastien-Lepage              | Webmuseoconsulté le 18 Janvier 2025             |
|       | Scène de genre | Le Père Jacques                                             | 1881      | Huile sur toile   | 197 × 182 cm     | Milwaukee Art Museum                        | Muséeconsulté le 18 Janvier 2025                |
|       | Portrait       | Albert Wolff dans son bureau                                | 1881      | Huile sur panneau | 32 × 27 cm       | Cleveland Museum of Art                     | Muséeconsulté le 25 Janvier 2025                |
|       | Portrait       | Le Mendiant                                                 | 1881 vers | Huile sur toile   | 48 × 41 cm       | Montmédy, musée Bastien-Lepage              | Webmuseoconsulté le 18 Janvier 2025             |
|       | Scène de genre | Ophélie                                                     | 1881 vers | Huile sur toile   | 160 × 170 cm     | Musée des Beaux-Arts de Nancy               | Muséeconsulté le 18 Janvier 2025                |
|       | Scène de genre | Fatiguée                                                    | 1881 vers | Huile sur toile   | 81 × 59 cm       | Galerie nationale d'Oslo                    | Muséeconsulté le 25 Janvier 2025                |
|       | Scène de genre | Pauvre Fauvette                                             | 1881      | Huile sur toile   | 162 × 126 cm     | Glasgow, Kelvingrove Art Gallery and Museum | ArtUKconsulté le 25 Janvier 2025                |
|       | Portrait       | Marie Samary au Théâtre de l'Odéon                          | 1881 vers | Huile sur toile   | 52 × 45 cm       | Cleveland Museum of Art                     | Muséeconsulté le 25 Janvier 2025                |
|       | Scène de genre | Pas Mèche                                                   | 1881-1882 | Huile sur toile   | 133 × 90 cm      | National Gallery of Scotland,Édimbourg      | Muséeconsulté le 25 Janvier 2025                |
|       | Scène de genre | Le Petit Colporteur endormi                                 | 1882      | Huile sur toile   | 103 × 93 cm      | Musée des Beaux-Arts de Tournai             | Muséeconsulté le 18 Janvier 2025                |
|       | Scène de genre | Sur le chemin de l'école                                    | 1882      | Huile sur toile   | 81 × 60 cm       | Aberdeen Art Gallery                        | Muséeconsulté le 25 Janvier 2025                |
|       | Scène de genre | La Chaîne                                                   | 1882      | Huile sur toile   | 101 × 80 cm      | Musée des Beaux-Arts de Tournai             | Balatconsulté le 25 Janvier 2025                |
|       | Paysage        | Effet de neige, Damvillers                                  | 1882      | Huile sur toile   | 45 × 55 cm       | Musées des Beaux-Arts de San Francisco      | Muséeconsulté le 25 Janvier 2025                |
|       | Scène de genre | L'Amour au village                                          | 1882      | Huile sur toile   | 194 × 180 cm     | Moscou, musée Pouchkine                     | Muséeconsulté le 25 Janvier 2025                |
|       | Portrait       | Marchande de fleurs à Londres                               | 1882      | aquarelle         | 51 × 31 cm       | Montmédy, musée Bastien-Lepage              | Webmuseoconsulté le 18 Janvier 2025             |
|       | Portrait       | Marchande de fleurs à Londres                               | 1882      | huile sur toile   | 174 × 90 cm      | Collection privée, Vente 2022               | Catalogue Christie'sconsulté le 25 Janvier 2025 |
|       | Portrait       | Portrait du Vicomte Lepic                                   | 1882      | huile sur toile   | 101 × 75 cm      | Montmédy, musée Bastien-Lepage              | Webmuseoconsulté le 18 Janvier 2025             |
|       | Paysage        | Une rue de Damvillers                                       | 1882      | huile sur toile   | 59 × 78 cm       | Galerie nationale d'Oslo                    | Muséeconsulté le 25 Janvier 2025                |
|       | Scène de genre | Le Petit ramoneur (Damvillers)                              | 1883      | huile sur toile   | 102 × 116 cm     | Collection privée, Vente 2017               | Catalogue Sotheby'sconsulté le 25 Janvier 2025  |
|       | Portrait       | Portrait de Juliette Drouet                                 | 1883      | huile sur toile   | 36 × 31 cm       | Maison de Victor Hugo, Paris                | Parismuséesconsulté le 22 Février 2025          |
|       | Scène de genre | Le Blé mûr                                                  | 1884      | Huile sur toile   | 95 × 109 cm      | Santa Barbara                               | Muséeconsulté le 18 Janvier 2025                |
|       | Paysage        | Lever de lune à Alger                                       | 1884      | Huile sur toile   | 45 × 60 cm       | Musée des Beaux-Arts de Nancy               | Est Républicainconsulté le 18 Janvier 2025      |

## Dates non documentées
| Image | Thème          | Titre           | Date | Technique       | Dimensions | Lieu de Conservation           | Référence                         |
| ----- | -------------- | --------------- | ---- | --------------- | ---------- | ------------------------------ | --------------------------------- |
|       | Mythologie     | Muse (étude)    |      | Huile sur toile | 59 × 38 cm | Galerie nationale de Finlande  | Muséeconsulté le 25 Janvier 2025  |
|       | Scène de genre | Petits pêcheurs |      | Huile sur toile | 92 × 65 cm | [Collection privée, Vente 1990 | Artnetconsulté le 25 Janvier 2025 |

## [réf.souhaitée]
- Vernon, musée Alphonse-Georges-Poulain : Paysage au charbonnier, l'hiver, vers 1884, huile sur toile[1].

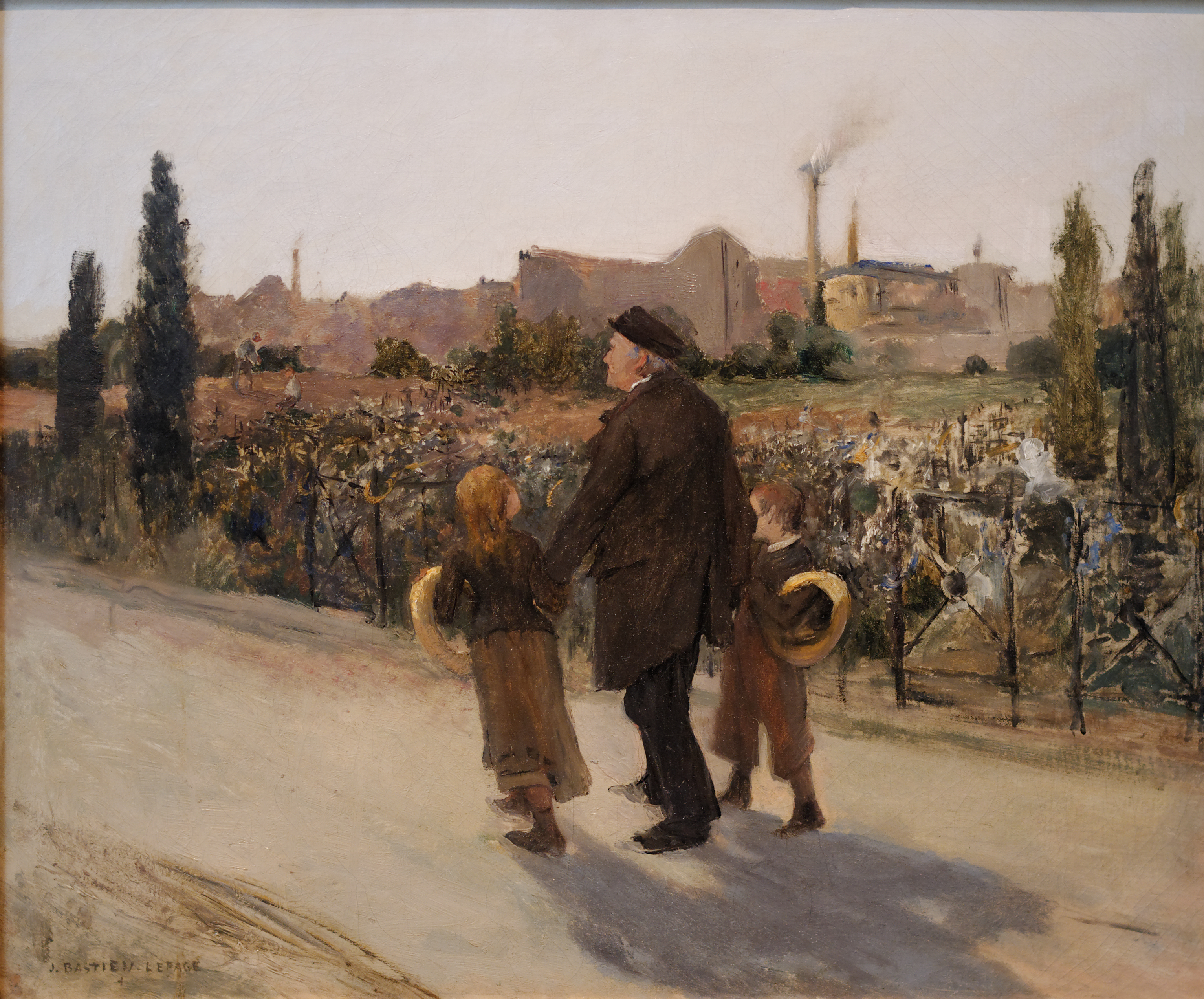
La Toussaint (1878)
musée des Beaux-Arts de Budapest

- Budapest, musée des Beaux-Arts : La Toussaint, 1878, huile sur toile